# Liste des planètes mineures (583001-584000)
Voici la liste des planètes mineures numérotées de 583001 à 584000. Les planètes mineures sont numérotées lorsque leur orbite est confirmée, ce qui peut parfois se produire longtemps après leur découverte. Elles sont classées ici par leur numéro.

## Planètes mineures 583001 à 584000
- (583001) 2016 CE335
- (583002) 2016 CK340
- (583003) 2016 CN340
- (583004) 2016 CD342
- (583005) 2016 CX343
- (583006) 2016 CJ346
- (583007) 2016 CA347
- (583008) 2016 CJ347
- (583009) 2016 CC349
- (583010) 2016 DW2
- (583011) 2016 DK3
- (583012) 2016 DJ7
- (583013) 2016 DN7
- (583014) 2016 DP7
- (583015) 2016 DH8
- (583016) 2016 DL10
- (583017) 2016 DA12
- (583018) 2016 DX12
- (583019) 2016 DH19
- (583020) 2016 DA22
- (583021) 2016 DB23
- (583022) 2016 DD23
- (583023) 2016 DG24
- (583024) 2016 DO26
- (583025) 2016 DP26
- (583026) 2016 DA29
- (583027) 2016 DD29
- (583028) 2016 DL30
- (583029) 2016 DF33
- (583030) 2016 DY35
- (583031) 2016 EQ7
- (583032) 2016 EG8
- (583033) 2016 EX8
- (583034) 2016 EP12
- (583035) 2016 ER14
- (583036) 2016 ET15
- (583037) 2016 EC17
- (583038) 2016 EU19
- (583039) 2016 EW22
- (583040) 2016 EP24
- (583041) 2016 EG25
- (583042) 2016 EJ25
- (583043) 2016 EO25
- (583044) 2016 ES26
- (583045) 2016 EX26
- (583046) 2016 EH29
- (583047) 2016 EJ29
- (583048) 2016 EN29
- (583049) 2016 EQ34
- (583050) 2016 EU35
- (583051) 2016 EC36
- (583052) 2016 EL36
- (583053) 2016 EG37
- (583054) 2016 EU37
- (583055) 2016 ER40
- (583056) 2016 EM42
- (583057) 2016 EZ42
- (583058) 2016 EM46
- (583059) 2016 EO57
- (583060) 2016 EG58
- (583061) 2016 EV60
- (583062) 2016 ED61
- (583063) 2016 EU61
- (583064) 2016 EX61
- (583065) 2016 EF62
- (583066) 2016 ET64
- (583067) 2016 EH65
- (583068) 2016 EZ67
- (583069) 2016 EG68
- (583070) 2016 EG70
- (583071) 2016 EQ70
- (583072) 2016 EA71
- (583073) 2016 EB71
- (583074) 2016 ED72
- (583075) 2016 EH73
- (583076) 2016 EB77
- (583077) 2016 EW77
- (583078) 2016 EH78
- (583079) 2016 ET79
- (583080) 2016 EC83
- (583081) 2016 EF87
- (583082) 2016 EG88
- (583083) 2016 ED90
- (583084) 2016 EJ92
- (583085) 2016 EF94
- (583086) 2016 EE95
- (583087) 2016 EF95
- (583088) 2016 ER100
- (583089) 2016 EH105
- (583090) 2016 EL109
- (583091) 2016 EL112
- (583092) 2016 EZ112
- (583093) 2016 EV114
- (583094) 2016 EA115
- (583095) 2016 EH115
- (583096) 2016 EQ116
- (583097) 2016 EW117
- (583098) 2016 EA118
- (583099) 2016 EG118
- (583100) 2016 EN118
- (583101) 2016 EB119
- (583102) 2016 EC119
- (583103) 2016 EH119
- (583104) 2016 EF120
- (583105) 2016 EE121
- (583106) 2016 EQ121
- (583107) 2016 ES121
- (583108) 2016 EM123
- (583109) 2016 EG124
- (583110) 2016 EJ125
- (583111) 2016 EE126
- (583112) 2016 EE127
- (583113) 2016 EO132
- (583114) 2016 EV132
- (583115) 2016 EB134
- (583116) 2016 ED134
- (583117) 2016 ER134
- (583118) 2016 EJ135
- (583119) 2016 EM136
- (583120) 2016 EH137
- (583121) 2016 ER137
- (583122) 2016 EX137
- (583123) 2016 EL138
- (583124) 2016 ES138
- (583125) 2016 EK139
- (583126) 2016 EL141
- (583127) 2016 EP143
- (583128) 2016 EQ143
- (583129) 2016 ES144
- (583130) 2016 EV144
- (583131) 2016 EM145
- (583132) 2016 ER145
- (583133) 2016 EA146
- (583134) 2016 EL146
- (583135) 2016 EO147
- (583136) 2016 EV148
- (583137) 2016 EA149
- (583138) 2016 ER151
- (583139) 2016 ET152
- (583140) 2016 EK155
- (583141) 2016 EZ158
- (583142) 2016 EN160
- (583143) 2016 EA162
- (583144) 2016 EB162
- (583145) 2016 EW165
- (583146) 2016 EU166
- (583147) 2016 EE167
- (583148) 2016 EU168
- (583149) 2016 EQ172
- (583150) 2016 ET172
- (583151) 2016 EX172
- (583152) 2016 EB178
- (583153) 2016 EC178
- (583154) 2016 ES181
- (583155) 2016 EC184
- (583156) 2016 EU188
- (583157) 2016 EH189
- (583158) 2016 EX189
- (583159) 2016 EO193
- (583160) 2016 ES194
- (583161) 2016 EV196
- (583162) 2016 EO197
- (583163) 2016 EM199
- (583164) 2016 EF200
- (583165) 2016 EQ200
- (583166) 2016 ES200
- (583167) 2016 EB201
- (583168) 2016 EP202
- (583169) 2016 EY202
- (583170) 2016 EB203
- (583171) 2016 EW205
- (583172) 2016 ES207
- (583173) 2016 EG209
- (583174) 2016 EJ209
- (583175) 2016 EE213
- (583176) 2016 EK215
- (583177) 2016 EE217
- (583178) 2016 EM217
- (583179) 2016 EU217
- (583180) 2016 EY218
- (583181) 2016 EA219
- (583182) 2016 EX219
- (583183) 2016 EW221
- (583184) 2016 EL222
- (583185) 2016 EQ222
- (583186) 2016 ET222
- (583187) 2016 EV222
- (583188) 2016 EH223
- (583189) 2016 EP223
- (583190) 2016 EO224
- (583191) 2016 ET224
- (583192) 2016 EV225
- (583193) 2016 EF226
- (583194) 2016 EX227
- (583195) 2016 EF228
- (583196) 2016 EG228
- (583197) 2016 EJ228
- (583198) 2016 EK228
- (583199) 2016 EQ228
- (583200) 2016 EB229
- (583201) 2016 EC229
- (583202) 2016 ET229
- (583203) 2016 EA231
- (583204) 2016 EG231
- (583205) 2016 EQ232
- (583206) 2016 ER232
- (583207) 2016 EA233
- (583208) 2016 EQ234
- (583209) 2016 EV234
- (583210) 2016 EG235
- (583211) 2016 EH235
- (583212) 2016 EO236
- (583213) 2016 ES237
- (583214) 2016 EC238
- (583215) 2016 EJ238
- (583216) 2016 EF239
- (583217) 2016 EG240
- (583218) 2016 EQ241
- (583219) 2016 EA243
- (583220) 2016 EL244
- (583221) 2016 ED245
- (583222) 2016 ET245
- (583223) 2016 EB246
- (583224) 2016 EV247
- (583225) 2016 EP248
- (583226) 2016 ER248
- (583227) 2016 ES248
- (583228) 2016 EN249
- (583229) 2016 ER249
- (583230) 2016 EJ250
- (583231) 2016 EQ250
- (583232) 2016 EA251
- (583233) 2016 EW262
- (583234) 2016 EX264
- (583235) 2016 EB265
- (583236) 2016 ED265
- (583237) 2016 EP265
- (583238) 2016 ED267
- (583239) 2016 EZ268
- (583240) 2016 EE269
- (583241) 2016 EQ295
- (583242) 2016 FW
- (583243) 2016 FZ
- (583244) 2016 FF4
- (583245) 2016 FA8
- (583246) 2016 FB8
- (583247) 2016 FC9
- (583248) 2016 FP9
- (583249) 2016 FU9
- (583250) 2016 FU11
- (583251) 2016 FC17
- (583252) 2016 FD21
- (583253) 2016 FN23
- (583254) 2016 FC25
- (583255) 2016 FG26
- (583256) 2016 FX26
- (583257) 2016 FP30
- (583258) 2016 FA31
- (583259) 2016 FX32
- (583260) 2016 FL33
- (583261) 2016 FY34
- (583262) 2016 FE36
- (583263) 2016 FQ36
- (583264) 2016 FV36
- (583265) 2016 FA37
- (583266) 2016 FC38
- (583267) 2016 FV38
- (583268) 2016 FX38
- (583269) 2016 FQ39
- (583270) 2016 FD44
- (583271) 2016 FU49
- (583272) 2016 FW49
- (583273) 2016 FO50
- (583274) 2016 FR50
- (583275) 2016 FQ52
- (583276) 2016 FT54
- (583277) 2016 FE57
- (583278) 2016 FV62
- (583279) 2016 FT63
- (583280) 2016 FB64
- (583281) 2016 FU64
- (583282) 2016 FF65
- (583283) 2016 FL66
- (583284) 2016 FY66
- (583285) 2016 FK68
- (583286) 2016 FO70
- (583287) 2016 FH71
- (583288) 2016 FU72
- (583289) 2016 FP78
- (583290) 2016 GU1
- (583291) 2016 GN3
- (583292) 2016 GQ3
- (583293) 2016 GG6
- (583294) 2016 GS7
- (583295) 2016 GH9
- (583296) 2016 GQ9
- (583297) 2016 GL11
- (583298) 2016 GR11
- (583299) 2016 GV11
- (583300) 2016 GG14
- (583301) 2016 GQ19
- (583302) 2016 GX19
- (583303) 2016 GL20
- (583304) 2016 GF25
- (583305) 2016 GL27
- (583306) 2016 GS27
- (583307) 2016 GZ27
- (583308) 2016 GR28
- (583309) 2016 GY29
- (583310) 2016 GA32
- (583311) 2016 GQ32
- (583312) 2016 GR33
- (583313) 2016 GH34
- (583314) 2016 GH36
- (583315) 2016 GO40
- (583316) 2016 GD42
- (583317) 2016 GN42
- (583318) 2016 GU42
- (583319) 2016 GX44
- (583320) 2016 GL47
- (583321) 2016 GM48
- (583322) 2016 GC53
- (583323) 2016 GL54
- (583324) 2016 GR54
- (583325) 2016 GW58
- (583326) 2016 GE60
- (583327) 2016 GJ67
- (583328) 2016 GM67
- (583329) 2016 GO67
- (583330) 2016 GX67
- (583331) 2016 GH68
- (583332) 2016 GT68
- (583333) 2016 GA69
- (583334) 2016 GX70
- (583335) 2016 GS81
- (583336) 2016 GH82
- (583337) 2016 GS84
- (583338) 2016 GZ90
- (583339) 2016 GQ92
- (583340) 2016 GE95
- (583341) 2016 GV98
- (583342) 2016 GS108
- (583343) 2016 GR113
- (583344) 2016 GC114
- (583345) 2016 GQ115
- (583346) 2016 GB118
- (583347) 2016 GK119
- (583348) 2016 GC122
- (583349) 2016 GP124
- (583350) 2016 GQ125
- (583351) 2016 GS127
- (583352) 2016 GA128
- (583353) 2016 GO128
- (583354) 2016 GU128
- (583355) 2016 GW129
- (583356) 2016 GW130
- (583357) 2016 GV133
- (583358) 2016 GX139
- (583359) 2016 GA141
- (583360) 2016 GS141
- (583361) 2016 GL144
- (583362) 2016 GY145
- (583363) 2016 GC148
- (583364) 2016 GZ148
- (583365) 2016 GF150
- (583366) 2016 GH151
- (583367) 2016 GK151
- (583368) 2016 GS153
- (583369) 2016 GE155
- (583370) 2016 GF155
- (583371) 2016 GN155
- (583372) 2016 GQ155
- (583373) 2016 GD158
- (583374) 2016 GP160
- (583375) 2016 GS163
- (583376) 2016 GV163
- (583377) 2016 GL164
- (583378) 2016 GD165
- (583379) 2016 GV165
- (583380) 2016 GB166
- (583381) 2016 GO167
- (583382) 2016 GP167
- (583383) 2016 GR167
- (583384) 2016 GG169
- (583385) 2016 GT170
- (583386) 2016 GY173
- (583387) 2016 GN174
- (583388) 2016 GZ175
- (583389) 2016 GZ176
- (583390) 2016 GP177
- (583391) 2016 GV177
- (583392) 2016 GH178
- (583393) 2016 GK178
- (583394) 2016 GQ178
- (583395) 2016 GG179
- (583396) 2016 GL179
- (583397) 2016 GH180
- (583398) 2016 GC181
- (583399) 2016 GN181
- (583400) 2016 GK182
- (583401) 2016 GQ184
- (583402) 2016 GK185
- (583403) 2016 GA187
- (583404) 2016 GJ188
- (583405) 2016 GP191
- (583406) 2016 GR191
- (583407) 2016 GE192
- (583408) 2016 GG192
- (583409) 2016 GX192
- (583410) 2016 GZ194
- (583411) 2016 GL198
- (583412) 2016 GA199
- (583413) 2016 GX199
- (583414) 2016 GK200
- (583415) 2016 GD201
- (583416) 2016 GE202
- (583417) 2016 GU202
- (583418) 2016 GW202
- (583419) 2016 GW203
- (583420) 2016 GF205
- (583421) 2016 GH205
- (583422) 2016 GG206
- (583423) 2016 GO207
- (583424) 2016 GB211
- (583425) 2016 GN217
- (583426) 2016 GO217
- (583427) 2016 GP217
- (583428) 2016 GE218
- (583429) 2016 GL218
- (583430) 2016 GN218
- (583431) 2016 GZ218
- (583432) 2016 GM219
- (583433) 2016 GF224
- (583434) 2016 GF226
- (583435) 2016 GL227
- (583436) 2016 GU229
- (583437) 2016 GO231
- (583438) 2016 GU231
- (583439) 2016 GX231
- (583440) 2016 GU232
- (583441) 2016 GQ235
- (583442) 2016 GO236
- (583443) 2016 GR236
- (583444) 2016 GW236
- (583445) 2016 GD237
- (583446) 2016 GE237
- (583447) 2016 GV237
- (583448) 2016 GJ238
- (583449) 2016 GL238
- (583450) 2016 GR239
- (583451) 2016 GQ241
- (583452) 2016 GN242
- (583453) 2016 GR242
- (583454) 2016 GN243
- (583455) 2016 GO243
- (583456) 2016 GT243
- (583457) 2016 GY243
- (583458) 2016 GZ244
- (583459) 2016 GY245
- (583460) 2016 GZ245
- (583461) 2016 GN246
- (583462) 2016 GP246
- (583463) 2016 GY247
- (583464) 2016 GP248
- (583465) 2016 GF249
- (583466) 2016 GC250
- (583467) 2016 GH250
- (583468) 2016 GJ250
- (583469) 2016 GK250
- (583470) 2016 GH251
- (583471) 2016 GF255
- (583472) 2016 GY255
- (583473) 2016 GE257
- (583474) 2016 GO257
- (583475) 2016 GV257
- (583476) 2016 GX257
- (583477) 2016 GM260
- (583478) 2016 GU260
- (583479) 2016 GN261
- (583480) 2016 GD262
- (583481) 2016 GQ262
- (583482) 2016 GB263
- (583483) 2016 GL263
- (583484) 2016 GH264
- (583485) 2016 GT264
- (583486) 2016 GO265
- (583487) 2016 GW265
- (583488) 2016 GC266
- (583489) 2016 GH266
- (583490) 2016 GT266
- (583491) 2016 GJ267
- (583492) 2016 GK267
- (583493) 2016 GD268
- (583494) 2016 GG268
- (583495) 2016 GT269
- (583496) 2016 GW271
- (583497) 2016 GD276
- (583498) 2016 GE277
- (583499) 2016 GY277
- (583500) 2016 GP280
- (583501) 2016 GV280
- (583502) 2016 GN282
- (583503) 2016 GY284
- (583504) 2016 GO298
- (583505) 2016 GK299
- (583506) 2016 HG2
- (583507) 2016 HV2
- (583508) 2016 HP4
- (583509) 2016 HQ4
- (583510) 2016 HN5
- (583511) 2016 HW5
- (583512) 2016 HY5
- (583513) 2016 HD6
- (583514) 2016 HX6
- (583515) 2016 HY6
- (583516) 2016 HD7
- (583517) 2016 HP9
- (583518) 2016 HN13
- (583519) 2016 HP15
- (583520) 2016 HZ15
- (583521) 2016 HB16
- (583522) 2016 HH16
- (583523) 2016 HT16
- (583524) 2016 HD18
- (583525) 2016 HE18
- (583526) 2016 HX18
- (583527) 2016 HU20
- (583528) 2016 HV21
- (583529) 2016 HJ22
- (583530) 2016 HM22
- (583531) 2016 HK23
- (583532) 2016 HW23
- (583533) 2016 HF24
- (583534) 2016 HV25
- (583535) 2016 HZ25
- (583536) 2016 HL29
- (583537) 2016 HV32
- (583538) 2016 JK2
- (583539) 2016 JB5
- (583540) 2016 JY7
- (583541) 2016 JL8
- (583542) 2016 JO8
- (583543) 2016 JV8
- (583544) 2016 JY10
- (583545) 2016 JZ10
- (583546) 2016 JY11
- (583547) 2016 JB13
- (583548) 2016 JM14
- (583549) 2016 JT14
- (583550) 2016 JF16
- (583551) 2016 JW18
- (583552) 2016 JZ18
- (583553) 2016 JT19
- (583554) 2016 JB21
- (583555) 2016 JK21
- (583556) 2016 JJ22
- (583557) 2016 JP23
- (583558) 2016 JU23
- (583559) 2016 JO24
- (583560) 2016 JD25
- (583561) 2016 JH25
- (583562) 2016 JL25
- (583563) 2016 JH26
- (583564) 2016 JH27
- (583565) 2016 JA28
- (583566) 2016 JC30
- (583567) 2016 JG30
- (583568) 2016 JA31
- (583569) 2016 JF31
- (583570) 2016 JN31
- (583571) 2016 JT31
- (583572) 2016 JX34
- (583573) 2016 JM35
- (583574) 2016 JT35
- (583575) 2016 JL36
- (583576) 2016 JQ36
- (583577) 2016 JP40
- (583578) 2016 JQ40
- (583579) 2016 JQ41
- (583580) 2016 JF45
- (583581) 2016 JG45
- (583582) 2016 JW48
- (583583) 2016 JW50
- (583584) 2016 KT
- (583585) 2016 KA2
- (583586) 2016 KN2
- (583587) 2016 KR2
- (583588) 2016 KD5
- (583589) 2016 KU5
- (583590) 2016 KB6
- (583591) 2016 KA8
- (583592) 2016 KV8
- (583593) 2016 KF10
- (583594) 2016 KO12
- (583595) 2016 LP2
- (583596) 2016 LQ2
- (583597) 2016 LV5
- (583598) 2016 LW5
- (583599) 2016 LO7
- (583600) 2016 LG12
- (583601) 2016 LO12
- (583602) 2016 LN14
- (583603) 2016 LB15
- (583604) 2016 LU16
- (583605) 2016 LP17
- (583606) 2016 LO20
- (583607) 2016 LF22
- (583608) 2016 LH22
- (583609) 2016 LO22
- (583610) 2016 LF23
- (583611) 2016 LM23
- (583612) 2016 LN23
- (583613) 2016 LA24
- (583614) 2016 LZ25
- (583615) 2016 LZ26
- (583616) 2016 LF27
- (583617) 2016 LR27
- (583618) 2016 LZ27
- (583619) 2016 LR30
- (583620) 2016 LQ32
- (583621) 2016 LN35
- (583622) 2016 LY35
- (583623) 2016 LW36
- (583624) 2016 LZ36
- (583625) 2016 LP37
- (583626) 2016 LK38
- (583627) 2016 LL38
- (583628) 2016 LC39
- (583629) 2016 LE39
- (583630) 2016 LG39
- (583631) 2016 LJ39
- (583632) 2016 LN41
- (583633) 2016 LX41
- (583634) 2016 LL42
- (583635) 2016 LX42
- (583636) 2016 LX43
- (583637) 2016 LA44
- (583638) 2016 LO45
- (583639) 2016 LM46
- (583640) 2016 LR46
- (583641) 2016 LU46
- (583642) 2016 LW46
- (583643) 2016 LX46
- (583644) 2016 LZ46
- (583645) 2016 LR50
- (583646) 2016 LR52
- (583647) 2016 LA56
- (583648) 2016 LR56
- (583649) 2016 LT56
- (583650) 2016 LF57
- (583651) 2016 LH57
- (583652) 2016 LJ58
- (583653) 2016 LZ58
- (583654) 2016 LO59
- (583655) 2016 LR60
- (583656) 2016 LD62
- (583657) 2016 LN62
- (583658) 2016 LU62
- (583659) 2016 LQ65
- (583660) 2016 LU65
- (583661) 2016 LW66
- (583662) 2016 LO68
- (583663) 2016 LK69
- (583664) 2016 LC70
- (583665) 2016 LQ70
- (583666) 2016 LK77
- (583667) 2016 LS83
- (583668) 2016 LE86
- (583669) 2016 MD1
- (583670) 2016 MV2
- (583671) 2016 MQ3
- (583672) 2016 MS3
- (583673) 2016 MU5
- (583674) 2016 MY5
- (583675) 2016 MF6
- (583676) 2016 NX1
- (583677) 2016 ND2
- (583678) 2016 NS2
- (583679) 2016 NC3
- (583680) 2016 NE3
- (583681) 2016 NR4
- (583682) 2016 NS5
- (583683) 2016 NF7
- (583684) 2016 NX9
- (583685) 2016 NM10
- (583686) 2016 NH13
- (583687) 2016 NX14
- (583688) 2016 NZ16
- (583689) 2016 NX19
- (583690) 2016 NH23
- (583691) 2016 NF24
- (583692) 2016 NV24
- (583693) 2016 NL25
- (583694) 2016 NS31
- (583695) 2016 NB33
- (583696) 2016 NP33
- (583697) 2016 NX34
- (583698) 2016 NP36
- (583699) 2016 NT40
- (583700) 2016 NH41
- (583701) 2016 NR42
- (583702) 2016 NH43
- (583703) 2016 NX43
- (583704) 2016 NZ43
- (583705) 2016 NK44
- (583706) 2016 NQ48
- (583707) 2016 NS48
- (583708) 2016 NM49
- (583709) 2016 NK50
- (583710) 2016 NF51
- (583711) 2016 NS51
- (583712) 2016 NX52
- (583713) 2016 ND53
- (583714) 2016 NH53
- (583715) 2016 NB54
- (583716) 2016 NY56
- (583717) 2016 NB57
- (583718) 2016 NL57
- (583719) 2016 NL66
- (583720) 2016 NW66
- (583721) 2016 NK67
- (583722) 2016 NM67
- (583723) 2016 NE68
- (583724) 2016 NQ69
- (583725) 2016 NW69
- (583726) 2016 NF70
- (583727) 2016 NH70
- (583728) 2016 NQ70
- (583729) Tejfel
- (583730) 2016 NN72
- (583731) 2016 NC74
- (583732) 2016 NQ74
- (583733) 2016 NH75
- (583734) 2016 NN75
- (583735) 2016 NW75
- (583736) 2016 NA77
- (583737) 2016 NU77
- (583738) 2016 NW77
- (583739) 2016 NK78
- (583740) 2016 NL78
- (583741) 2016 NJ79
- (583742) 2016 NK79
- (583743) 2016 NY79
- (583744) 2016 NK81
- (583745) 2016 NB84
- (583746) 2016 NO87
- (583747) 2016 NQ87
- (583748) 2016 NJ89
- (583749) 2016 NY89
- (583750) 2016 NT90
- (583751) 2016 NZ90
- (583752) 2016 NM103
- (583753) 2016 NN103
- (583754) 2016 NZ103
- (583755) 2016 NT104
- (583756) 2016 NQ108
- (583757) 2016 NB109
- (583758) 2016 NE110
- (583759) 2016 NJ119
- (583760) 2016 NE123
- (583761) 2016 NK124
- (583762) 2016 NO124
- (583763) 2016 OU
- (583764) 2016 OA3
- (583765) 2016 OC5
- (583766) 2016 OM6
- (583767) 2016 ON7
- (583768) 2016 OB8
- (583769) 2016 OO8
- (583770) 2016 OZ8
- (583771) 2016 OQ10
- (583772) 2016 PJ3
- (583773) 2016 PB4
- (583774) 2016 PO4
- (583775) 2016 PC9
- (583776) 2016 PF11
- (583777) 2016 PY12
- (583778) 2016 PX13
- (583779) 2016 PU20
- (583780) 2016 PJ21
- (583781) 2016 PW22
- (583782) 2016 PJ24
- (583783) 2016 PZ25
- (583784) 2016 PS27
- (583785) 2016 PB28
- (583786) 2016 PV28
- (583787) 2016 PY28
- (583788) 2016 PS29
- (583789) 2016 PQ32
- (583790) 2016 PD33
- (583791) 2016 PB34
- (583792) 2016 PS34
- (583793) 2016 PM35
- (583794) 2016 PP36
- (583795) 2016 PL37
- (583796) 2016 PC38
- (583797) 2016 PM39
- (583798) 2016 PK40
- (583799) 2016 PP40
- (583800) 2016 PO42
- (583801) 2016 PR42
- (583802) 2016 PC43
- (583803) 2016 PP45
- (583804) 2016 PW48
- (583805) 2016 PK52
- (583806) 2016 PM53
- (583807) 2016 PO53
- (583808) 2016 PM55
- (583809) 2016 PO55
- (583810) 2016 PG56
- (583811) 2016 PT56
- (583812) 2016 PY56
- (583813) 2016 PB57
- (583814) 2016 PD57
- (583815) 2016 PP58
- (583816) 2016 PB60
- (583817) 2016 PX60
- (583818) 2016 PV62
- (583819) 2016 PU63
- (583820) 2016 PY64
- (583821) 2016 PZ64
- (583822) 2016 PA65
- (583823) 2016 PY65
- (583824) 2016 PL68
- (583825) 2016 PN68
- (583826) 2016 PK69
- (583827) 2016 PZ72
- (583828) 2016 PT74
- (583829) 2016 PJ75
- (583830) 2016 PG76
- (583831) 2016 PG78
- (583832) 2016 PB80
- (583833) 2016 PE82
- (583834) 2016 PP83
- (583835) 2016 PS83
- (583836) 2016 PE86
- (583837) 2016 PP88
- (583838) 2016 PU89
- (583839) 2016 PR90
- (583840) 2016 PX91
- (583841) 2016 PX93
- (583842) 2016 PZ94
- (583843) 2016 PJ98
- (583844) 2016 PC99
- (583845) 2016 PJ99
- (583846) 2016 PA100
- (583847) 2016 PQ100
- (583848) 2016 PV100
- (583849) 2016 PQ105
- (583850) 2016 PW105
- (583851) 2016 PV106
- (583852) 2016 PY106
- (583853) 2016 PO107
- (583854) 2016 PR108
- (583855) 2016 PD109
- (583856) 2016 PH109
- (583857) 2016 PO109
- (583858) 2016 PX110
- (583859) 2016 PR111
- (583860) 2016 PG112
- (583861) 2016 PM112
- (583862) 2016 PU112
- (583863) 2016 PH113
- (583864) 2016 PS113
- (583865) 2016 PX113
- (583866) 2016 PC114
- (583867) 2016 PQ116
- (583868) 2016 PV117
- (583869) 2016 PW118
- (583870) 2016 PR119
- (583871) 2016 PR120
- (583872) 2016 PA121
- (583873) 2016 PG122
- (583874) 2016 PM122
- (583875) 2016 PT122
- (583876) 2016 PO123
- (583877) 2016 PR123
- (583878) 2016 PB124
- (583879) 2016 PK125
- (583880) 2016 PR125
- (583881) 2016 PB126
- (583882) 2016 PY126
- (583883) 2016 PL127
- (583884) 2016 PN127
- (583885) 2016 PQ127
- (583886) 2016 PY127
- (583887) 2016 PQ128
- (583888) 2016 PG129
- (583889) 2016 PN129
- (583890) 2016 PX135
- (583891) 2016 PM146
- (583892) 2016 PK151
- (583893) 2016 PS151
- (583894) 2016 PS152
- (583895) 2016 PV152
- (583896) 2016 PW152
- (583897) 2016 PY154
- (583898) 2016 PC156
- (583899) 2016 PT156
- (583900) 2016 PR157
- (583901) 2016 PR158
- (583902) 2016 PD159
- (583903) 2016 PC161
- (583904) 2016 PQ174
- (583905) 2016 PB190
- (583906) 2016 QY2
- (583907) 2016 QD3
- (583908) 2016 QM3
- (583909) 2016 QL5
- (583910) 2016 QP5
- (583911) 2016 QQ6
- (583912) 2016 QD8
- (583913) 2016 QC13
- (583914) 2016 QK13
- (583915) 2016 QT13
- (583916) 2016 QO14
- (583917) 2016 QG17
- (583918) 2016 QD18
- (583919) 2016 QK18
- (583920) 2016 QT18
- (583921) 2016 QY18
- (583922) 2016 QE19
- (583923) 2016 QO19
- (583924) 2016 QW20
- (583925) 2016 QA21
- (583926) 2016 QF21
- (583927) 2016 QW23
- (583928) 2016 QJ25
- (583929) 2016 QT26
- (583930) 2016 QD28
- (583931) 2016 QE28
- (583932) 2016 QX28
- (583933) 2016 QA29
- (583934) 2016 QJ29
- (583935) 2016 QV33
- (583936) 2016 QS34
- (583937) 2016 QV36
- (583938) 2016 QL39
- (583939) 2016 QA40
- (583940) 2016 QN40
- (583941) 2016 QE41
- (583942) 2016 QN41
- (583943) 2016 QM43
- (583944) 2016 QZ46
- (583945) 2016 QV49
- (583946) 2016 QE54
- (583947) 2016 QG54
- (583948) 2016 QC55
- (583949) 2016 QO56
- (583950) 2016 QW56
- (583951) 2016 QH57
- (583952) 2016 QY57
- (583953) 2016 QB58
- (583954) 2016 QY61
- (583955) 2016 QQ62
- (583956) 2016 QS63
- (583957) 2016 QT63
- (583958) 2016 QE64
- (583959) 2016 QW64
- (583960) 2016 QA65
- (583961) 2016 QA66
- (583962) 2016 QB67
- (583963) 2016 QH67
- (583964) 2016 QF69
- (583965) 2016 QM69
- (583966) 2016 QR69
- (583967) 2016 QX70
- (583968) 2016 QO72
- (583969) 2016 QU72
- (583970) 2016 QB75
- (583971) 2016 QD76
- (583972) Rybnikov
- (583973) 2016 QP79
- (583974) 2016 QC80
- (583975) 2016 QH80
- (583976) 2016 QC81
- (583977) 2016 QE81
- (583978) 2016 QU82
- (583979) 2016 QH83
- (583980) 2016 QJ85
- (583981) 2016 QR85
- (583982) 2016 QS85
- (583983) 2016 QT85
- (583984) 2016 QE86
- (583985) 2016 QP87
- (583986) 2016 QO88
- (583987) 2016 QQ88
- (583988) 2016 QG89
- (583989) 2016 QH90
- (583990) 2016 QZ90
- (583991) 2016 QR91
- (583992) 2016 QD92
- (583993) 2016 QO92
- (583994) 2016 QJ93
- (583995) 2016 QO93
- (583996) 2016 QY93
- (583997) 2016 QA95
- (583998) 2016 QZ103
- (583999) 2016 QC104
- (584000) 2016 QH104